# Vielmmis
De Vielmmis is een bergrivier die stroomt in de Zweedse  gemeente Kiruna. De rivier krijgt haar water van de berghellingen in deze omgeving, deze zijn soms 750 meter hoog.Ze stroomt door een moerassig gebied oostwaarts om uit te monden in de Hårrerivier. Ze is ongeveer 8 kilometer lang.
Het is een van de weinige rivieren in deze buurt, die het zonder het achtervoegsel rivier of beek moet doen.
Afwatering: Vielmmis → Hårrerivier → Tavvarivier → Lainiorivier → Torne → Botnische Golf